# Teeny Exzesse
Teeny Exzesse ist eine deutsche pornografische Videofilm-Reihe des Regisseurs Harry S. Morgan.

## Hintergrund
Die bei dem Essener Videoanbieter Videorama erscheinende Reihe ist in Deutschland sehr erfolgreich. Der erste Teil ist Heiss am Stiel aus dem Jahr 1989, der mit französischen Darstellern in Italien gedreht wurde, der 79. und letzte Teil kam 2006 heraus. 1997 erhielt Regisseur Morgan unter anderem für diese Reihe den Venus Award als bester Regisseur einer Videofilm-Reihe, 2001 und 2004 als bester deutscher Regisseur. Eine entschärfte Version dieser Serie ist die Reihe Anmacherinnen.
Teeny Exzesse ist eine zum Teil recht humorvolle pornografische Reihe, in der es nur gelegentlich zu extremeren Sexpraktiken kommt. Autor der überwiegend sehr simplen Geschichten ist fast immer Georg Scheu.

## Besetzung
Die Besetzung des Produktions- und Filmteams veränderte sich während der Reihe kaum. So treten professionelle Pornodarsteller wie Conny Dachs, David Perry, Richard Langin und Robert Rosenberg regelmäßig auf.
Anders als bei ihren männlichen Kollegen gibt es kaum weibliche Darsteller, die in mehr als einem oder zwei Teilen der Serie mitwirken. Die Darsteller sind vielfach aus Produktionen des schwedischen Private-Studios bekannt.
In der Reihe waren zwischenzeitlich auch bekannte Darstellerinnen zu sehen, beispielsweise 
- Draghixa Laurent in Teeny Exzesse 28: Zarte Schlüpfer – Junge Teenys geben Gas (1993)
- Karen Lancaume in Teeny Exzesse 48: Sperma zum Dessert (1997)
- Silvia Saint in Teeny Exzesse 49: Wilde Schwestern (1997)
- Gina Wild in Teeny Exzesse 59: Kerle, Fötzchen, Sensationen (2000)
- Vivian Schmitt in Teeny Exzesse 67: Turbo Möschen (2002)
- Sharon da Vale in Teeny Exzesse 68: Kesse Bienen (2002)
- Renee Pornero in Teeny Exzesse 68: Kesse Bienen (2002)
- Leonie Saint in Teeny Exzesse 78: Pinsel und Palette (2006)

In den letzten Jahren stammen die Schauspielerinnen meist aus osteuropäischen Ländern und haben selten Sprechrollen.